# Esteban Carpio
 (juillet 2022).
Le contenu est difficilement compréhensible vu les erreurs de traduction, qui sont peut-être dues à l'utilisation d'un logiciel de traduction automatique.
 (août 2022).
Pour les articles homonymes, voir Carpio.
Esteban Carpio (né le 30 juillet 1978 à Boston, Massachusetts) est un détenu américain condamné à perpétuité pour le meurtre d'un policier en 2005. 

## Biographie
Il a été reconnu coupable du meurtre du sergent-détective de la police de Providence James L. Allen le 17 avril 2005 au siège de la police de Providence. Il a été condamné à la prison à vie sans possibilité de libération conditionnelle.
Alors que Carpio était interrogé par la police de Providence pour avoir poignardé une femme de 84 ans, Madeline Gatta, un détective a quitté la salle d'interrogatoire du troisième étage pour aller chercher de l'eau pour Carpio, laissant Allen seul avec Carpio. Carpio a pris l'arme d'Allen et lui a tiré dessus deux fois, le tuant. Il a ensuite sauté par la fenêtre et a été appréhendé 45 minutes plus tard.
Lors de sa mise en accusation, Carpio est entré portant un masque conçu pour empêcher le délinquant de cracher ou de mordre les autres avec au visage les yeux rouges et les joues, le front et la région crânienne enflés, sa famille portant des accusations de brutalité policière. Selon une déclaration de conférence de presse faite à l'époque par le chef de la police de Providence, Dean M. Esserman, les blessures de Carpio ont été subies à la suite de son saut du troisième étage d'un immeuble et de sa lutte avec les forces de l'ordre. Au procès, Christopher Zarrella, un détective de la police d'État qui a aidé à l'arrestation, a déclaré qu'il avait frappé Carpio au visage à trois reprises. Selon le témoignage de ce jour-là, Zarrella a déclaré avoir brisé les os du visage de Carpio. Une enquête du FBI a conclu que la police de Providence n'avait pas fait usage d'une force excessive. Le 27 juin 2006, un jury a déclaré Carpio coupable du meurtre du détective Allen et de l'attaque au couteau de Madeline Gatta. Le jury a rejeté la défense d'aliénation mentale de Carpio ; il a été condamné à la prison à vie sans possibilité de libération conditionnelle.